# ハザーリーバーグ

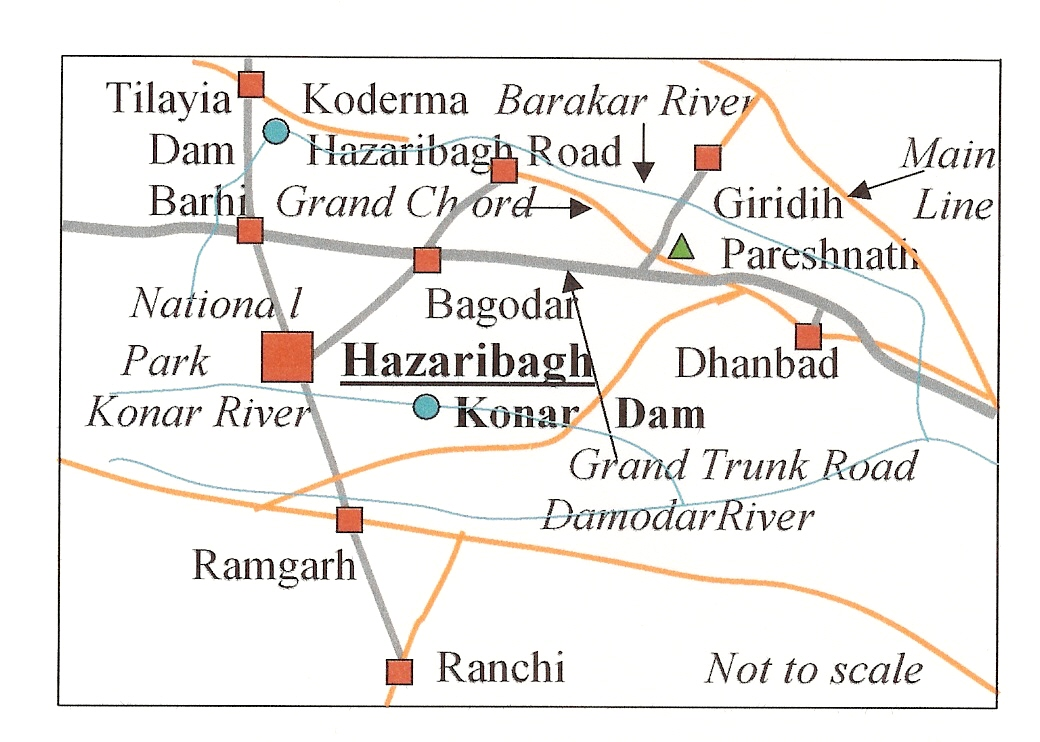
ハザーリーバーグの地図

バザーリーバーグ（ヒンディー語：हज़ारीबाग़、Hazaribagh）は、インドのジャールカンド州、ハザーリーバーグ県の都市。

## 名称
ペルシア語でハザールは千を意味し、バーグは庭を意味する。つまり、ハザーリーバーグとは「千の庭」という意味になる。

## 歴史
1526年、ムガル帝国の勢力が北インドに侵入し、その影響を受ける。
1585年、皇帝アクバルの軍勢がジャールカンド地方に侵入し、この地域を支配していたラージャから貢納を受ける。
その後、18世紀に帝国の勢力が衰退すると、地方官とラージャが衝突するようになった。
1854年、イギリスの領域内に組み込まれる。

## 人口
2011年の人口統計では、186,139人。